# 3月の第2ボタン
『3月の第2ボタン』（さんがつのだいにボタン）は、水沢めぐみによる日本の漫画作品。また、同作品を表題とする短篇集コミックス。

## 概要
2000年から2010年にかけて『りぼん』（集英社）の増刊号および別冊ふろくに発表された読み切り作品4篇をまとめたもの。

## 収録作品
1月のメリーゴーラウンド
初出は『2009年冬休み大増刊号りぼんスペシャル』。2つ年下の中学生の男の子に恋する高校1年生の女の子のお話。
3月の第2ボタン
初出は『2010年冬の大増刊号りぼんスペシャル』。卒業式の日に渡す第2ボタンをめぐる、中学生たちのお話。内容は『おさんぽの時間』の続編。
女の子はゲンキ!!
第1話「知沙（ちさ）」の初出は『2000年りぼん冬休みおたのしみ増刊号』。第2話「菜々実（ななみ）」と第3話「友香（ゆうか）」はコミックスのための描き下ろし。小学5年生の仲よしトリオのお話で、3人の女の子が1話ずつ順番に主人公になる構成。
バスケットガール!!
初出は『りぼん』2005年5月号別冊ふろく。小学校のミニバスケットボールクラブでがんばる女の子のお話。

## コミックス
- りぼんマスコットコミックス（集英社）No.2045。2010年3月20日発売。ISBN 978-4088670454